# Upper Changi
Upper Changi – podziemna stacja Mass Rapid Transit (MRT) w Singapurze, która jest częścią Downtown Line. Została otwarta 21 października 2017. Stacja znajduje się w Tampines, pod Upper Changi Road East.